# Kup Krešimira Ćosića 1997./98.
Kup Krešimira Ćosića 1997./98. bilo je sedmo po redu košarkaško kup natjecanje u Hrvatskoj. Na završni turnir, koji je odigran u Zadru u Dvorani Jazine od 20. do 21. ožujka 1998. godine, plasirali su se KK Cibona (Zagreb), KK Zadar (Zadar), KK Zagreb (Zagreb) i KK Split (Split).

## Natjecateljski sustav
U završnom dijelu natjecanja sudjelovalo je 16 momčadi. Po prvi puta u povijesti Kupa svi klubovi koji su izborili završno natjecanje natjecali su se od 1. kruga (nositelji se nisu izravno plasirali). Parovi četvrtzavršnice igrali su po dvije utakmice tako da je prolaz u sljedeći krug ostvarila momčad koja je postigla više koševa u obje utakmice.

## Rezultati
| 1. krug (osmina završnice) prosinac 1997. i siječanj 1998.    | rezultat |
| ------------------------------------------------------------- | -------- |
| KK Cibona (Zagreb) - KK Belišće (Belišće)                     | 103:55   |
| KK Split (Split) - KK Dubrovnik (Dubrovnik)                   | 81:58    |
| KK Zagreb (Zagreb) - KK Karlovac                              | 89:82    |
| KK Zrinjevac (Zagreb) - KK Svjetlost Oriolik (Slavonski Brod) | 85:67    |
| KK Zadar (Zadar) - KK Gradine (Pula)                          | 76:50    |
| KK Kandit Olimpija (Osijek) - KK Croatia Line (Rijeka)        | 75:73    |
| KK Sava osiguranje (Rijeka) - KK Telecomp (Vinkovci)          | 76:90    |
| KK Šibenik (Šibenik) - KK Benston (Zagreb)                    | 55:75    |

| četvrtzavršnica (siječanj i veljača 1998.)       | prva utakmica | uzvratna utakmica | ukupno    |
| ------------------------------------------------ | ------------- | ----------------- | --------- |
| KK Zadar (Zadar) - KK Zrinjevac (Zagreb)         | 78:63         | 58:61             | (136:124) |
| KK Telecomp (Vinkovci) - KK Split (Split)        | 77:81         | 67:81             | (144:162) |
| KK Benston (Zagreb) - KK Cibona (Zagreb)         | 87:100        | 76:71             | (163:171) |
| KK Kandit Olimpija (Osijek) - KK Zagreb (Zagreb) | 87:86         | 66:93             | (153:179) |

| poluzavršnica (Zadar, 20. ožujka 1998.) | rezultat |
| --------------------------------------- | -------- |
| KK Split (Split) - KK Zadar (Zadar)     | 70:75    |
| KK Cibona (Zagreb) - KK Zagreb (Zagreb) | 61:65    |

| završnica (Zadar, 21. ožujka 1998.)   | rezultat |
| ------------------------------------- | -------- |
| KK Zadar (Zadar) - KK Zagreb (Zagreb) | 82:70    |

## Osvajači Kupa
Košarkaški klub Zadar (Zadar): Josip Vranković, Gašparović, Jure Ružić, Ivan Perinčić, Marin Pestić, Emilio Kovačić, Longin, Ercegović, Gerald Lewis, Tomislav Ružić, Marko Žorž, Žuža (trener: Danijel Jusup)

## Statistika
- Najbolji igrač završnog turnira: Emilio Kovačić (Zadar)
- Najbolji strijelac završnog turnira: Emilio Kovačić (Zadar) 46 koševa

## Poveznice
- A-1 liga 1997./98.
- A-2 liga 1997./98.
- B-1 liga 1997./98.